# Прецизност и тачност
У областима инжењеринга, индустрије и статистике, тачност мерног система је степен блискости измерене количине њеној стварној (правој) вредности. Прецизност мерног система, такође звана репродуцибилност или поновљивост, јесте степен у којем поновна мерења под непромењеним условима показују исти резултат. Иако две речи могу бити синоними у колоквијалној употреби, оне су намерно у контрасту у контексту научног метода.
Мерни систем може бити тачан, али не и прецизан, прецизан али не и тачан, ниједно, или обоје. На пример, ако експеримент садржи систематску грешку, повећање величине узорка уопштено повећава прецизност али не побољшава тачност. Елиминисање систематске грешке побољшава тачност, али се не мења прецизност.
Мерни систем се назива валидан ако је и тачан и прецизан. Сродни изрази су пристрасност (не-случајни или усмерени ефекти изазвани фактором или факторима невезаним са независном променљивом) и грешка (случајна варијабилност).
Ова терминологија се такође примењује на индиректна мерења, односно вредности добијене рачунским поступком из посматраних података.